# 成瑞龍
成瑞龍（1973年1月—2010年11月2日），中華人民共和國廣東省連州人，是一名連環搶劫殺人犯。

## 經歷
1996年5月25日21時許，成瑞龍與蘭啟榮、成勝、成海芳潛入佛山市南海區桂城海三路伍某的住宅，不過當時伍某並不在家。23時許，伍某夫婦與其子回家，成瑞龍、成勝、成海芳立即衝出並持刀威脅伍某，並當場搶劫人民幣23400元、港幣10140元及物品。5月26日早上6時許，成勝、成海芳留在伍家中負責扣押伍某妻子和兒子，伍某則被迫外出籌集人民幣178000元，在籌款完成之後到佛山市金熹大酒店門口交給蘭啟榮。隨後作案人均逃離現場。不過成勝不久即被抓捕，成海芳則因拒捕被擊斃。
此後成瑞龍先後來到廣東肇慶、廣西桂林、湖南株洲、浙江湖州、重慶、江西等地，在搶劫過程中共殺死8人，搶劫財物價值人民幣288610元，此外還姦殺1人。在拒捕期間成瑞龍殺死3名警察和1名保安，被其殺害的人數共計13人。2005年1月，當時化名周全的成瑞龍因搶劫被江西贛州市龍南公安局抓獲，並被江西省龍南縣人民法院以搶劫罪判處有期徒刑7年。2009年5月31日，成瑞龍在服刑期間其真實身份被曝光。佛山市公安局開始對其以往的搶劫殺人案件進行偵查。
2010年2月21日，广东省佛山市中级人民法院一審以故意殺人罪、搶劫罪、強姦罪等數罪判處成瑞龍死刑。成瑞龍在庭審時表示自己並非報復社會才殺人，而是自己生命受到威脅不得已才殺人。7月9日，广东省高级人民法院维持原判，不過因證據不足，殺害人數指控從13人下降至11人。2010年11月2日，成瑞龍在佛山以注射方式被執行死刑。